# Pat Dunn
Patrick L. Dunn, detto Pat (17 marzo 1931 – Chicago, 11 novembre 1975), è stato un cestista statunitense, professionista nella NBA.

## Carriera
Venne selezionato dai New York Knicks al sesto giro del Draft NBA 1956 (43ª scelta assoluta).